# Zagrodno (przystanek kolejowy)
Zagrodno – nieistniejący przystanek osobowy w Zagrodnie, w powiecie złotoryjskim, w województwie dolnośląskim, w Polsce.